# Молочный домик
Молочный домик (Молочня) — памятник архитектуры. Расположен в Павловске, в центральном районе Павловского парка (тогда — окраины парка, у леса, куда коров выгоняли на выпас). Был построен по проекту Чарлза Камерона в 1782 году.
Из-за неопределённости требований (например: «Если фасад и не будет совсем сельским, он всё же не должен быть очень простым…») проект несколько раз переделывался.
Павильон изначально был фермой для разведения коров. Он построен из кирпича с облицовкой валунами по заказу Марии Фёдоровны, которая хотела постройку, похожую на здание с её родины, Вюртемберга; архитектор даже получил план исходного сооружения.
Ферма была исполнена как романтическая хижина с соломенной кровлей с широким навесом на обрубках древесных стволов. Сквозь крышу здания прорастала берёза, на коньке был сделан колокол для созыва скота. Собственно коровником была меньшая половина строения, стойла были рассчитаны на 6 коров. Вторая половина была разделена на три комнаты — две под хранение молока, у них был каменный пол и покрытые сделанными на заводе Смирнова изразцами стены. Третья комната — роскошный зал с изящной мебелью и дорогой фарфоровой посудой. Мария Фёдоровна с фрейлинами, следуя моде, иногда развлекались «дойкой», для чего коров каждый раз специально подготавливали и мыли.
В 1786 году неподалёку от Молочни построили скотный двор, который в начале XIX века был переведён на отдельную ферму. Молочня стала полноценным парковым павильоном, местом отдыха. В нём всегда было молоко, попробовать которое имел право каждый посетитель парка.
Здание часто ремонтировали, особенного внимания требовала соломенная кровля. В 1895 году в павильоне случился пожар, крыша, стропила и потолок были восстановлены. В начале 1920-х годов пожар случился вновь, сгорела вся внутренняя отделка и все деревянные части, при реставрации 1935 года интерьеры были значительно упрощены, а соломенная крыша заменена гонтовой. В Великую Отечественную войну крыша была уничтожена снова, после чего восстановлена в изначальном виде.